# Земська школа (Озеряни)
Земська школа — пам'ятка архітектури місцевого значення в Озерянах.

## Історія
Рішенням виконкому Чернігівської обласної ради народних депутатів від 26.06.1989 № 130 будинку надано статус «пам'ятник архітектури місцевого значення» з охоронним № 54-Чг під назвою «Чотирикласна земська школа».

## Опис
У період 1912—1914 роки за проектами Опанаса Сластіона та лохвицьких техніків були зведені земські школи у Варві (Земська школа), селах Світличному, Макушисі (Земська школа), Озерянах, Остапівці, Брадинцях, Гнідинцях зокрема трансформацію класів завдяки розсувним перегородкам, та традиційність елементів у зовнішньому вигляді. Лише 3 із 7 шкіл взято на державний облік (пам'ятки архітектури). Загалом у Лохвицькому повіті було збудовано 54 школи — решта розташована на території сучасних Полтавської та Сумської областей.
Земську школу в Озерянах зведено за типовим проектом Трикласної (Трьохкомплектної) земської школи. Цегляний, одноповерховий, П-подібний у плані будинок, з входом-тамбуром, зі скатним дахом. Планування коридорне двостороннє із двома флігелями. Шестикутні (у формі трапеції) віконні та дверні прорізи, верх яких уже низу. Побудований в українському народному стилі з елементами, властивими модерну. Цегляний декор фасаду створює своєрідне оформлення — візерунок у яскраво виражених народних формах. Школа складалася з навчальної та житлової зон. Навчальна зона включала вхідний тамбур, роздягальню, зону відпочинку, класи, кімнату вчителів, бібліотеку та сторожку. Житлова зона охоплювала двокімнатну квартиру вчителя з кухнею, хижкою та передпокою.

## Галерея

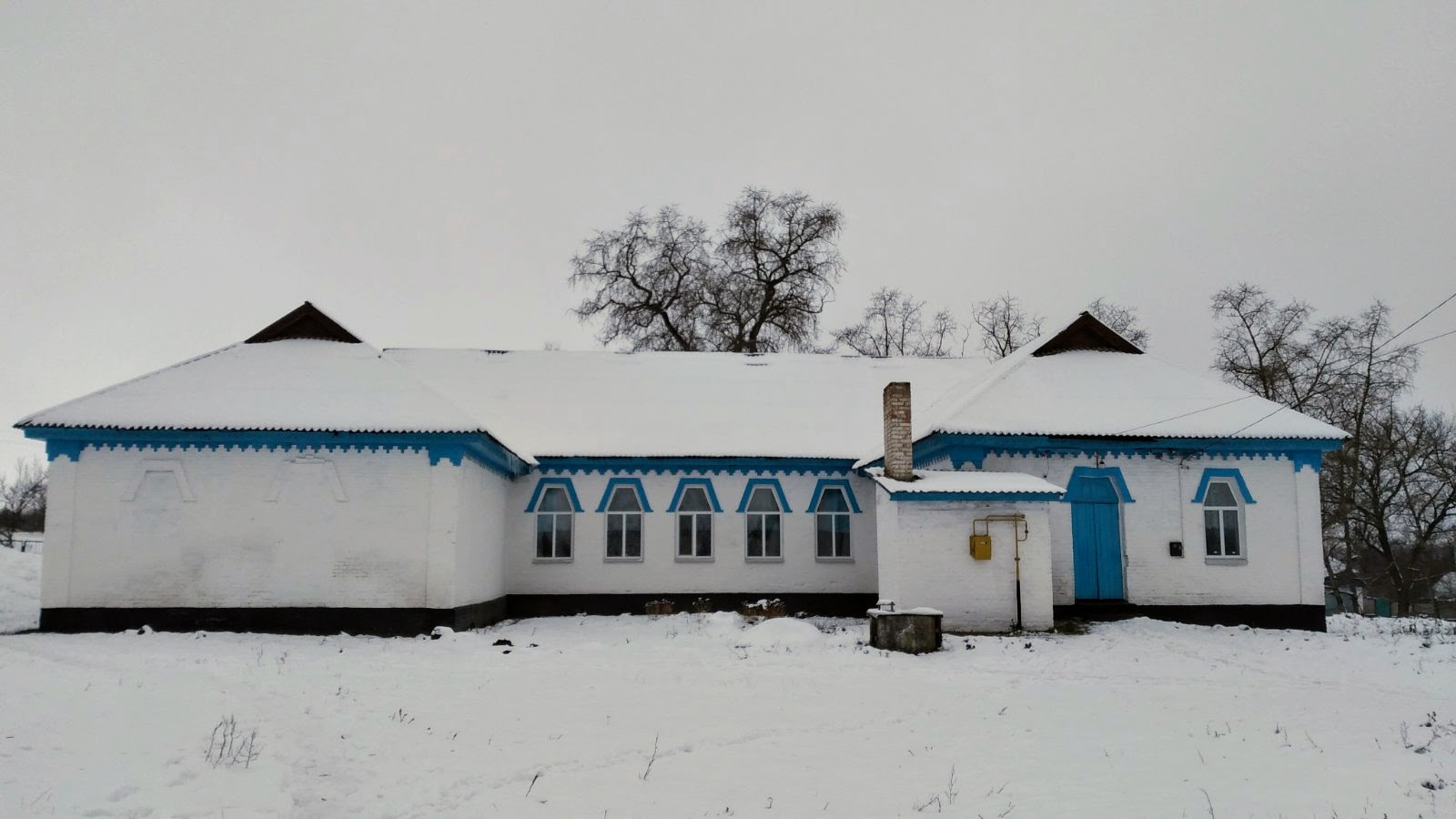
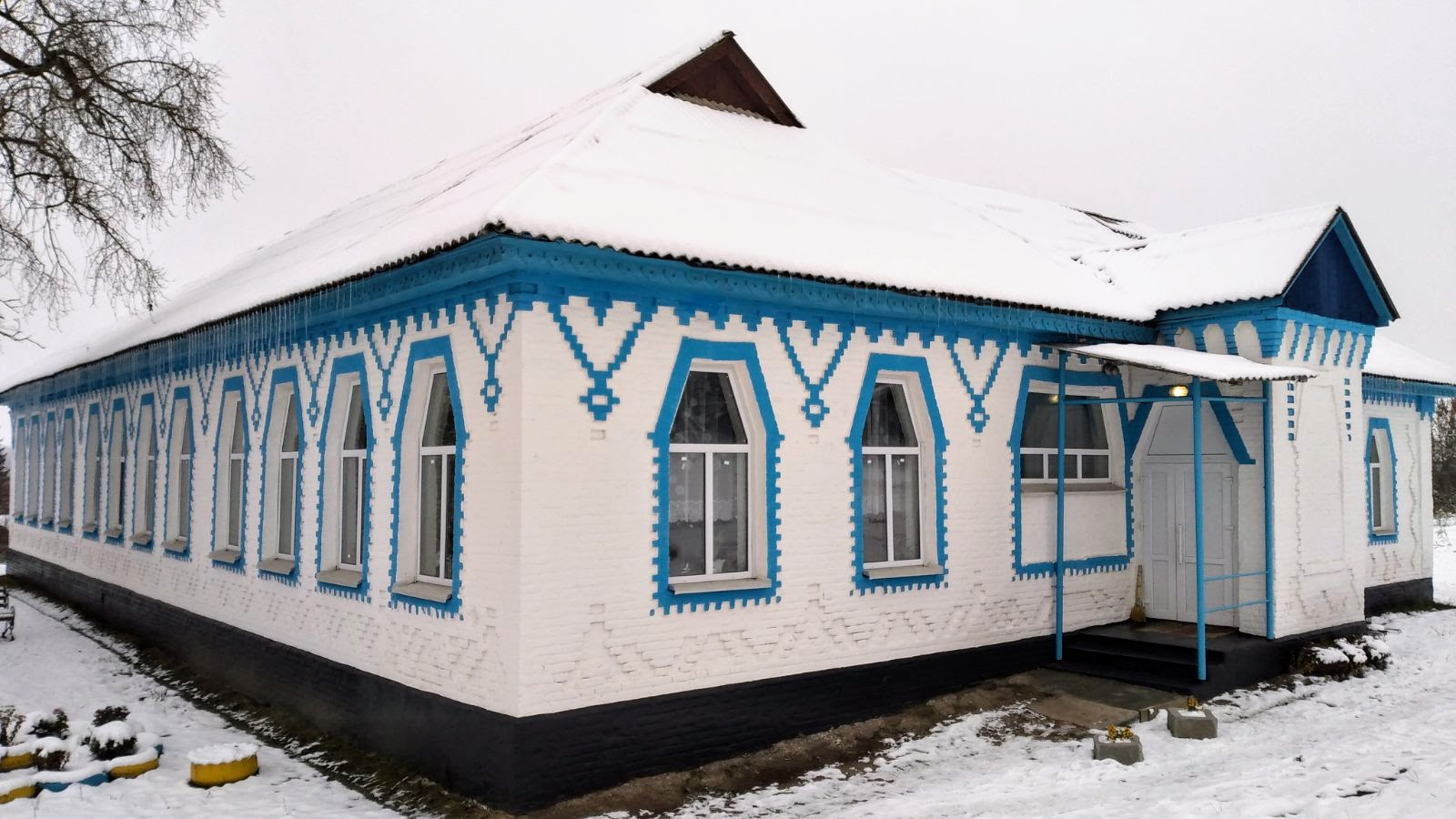
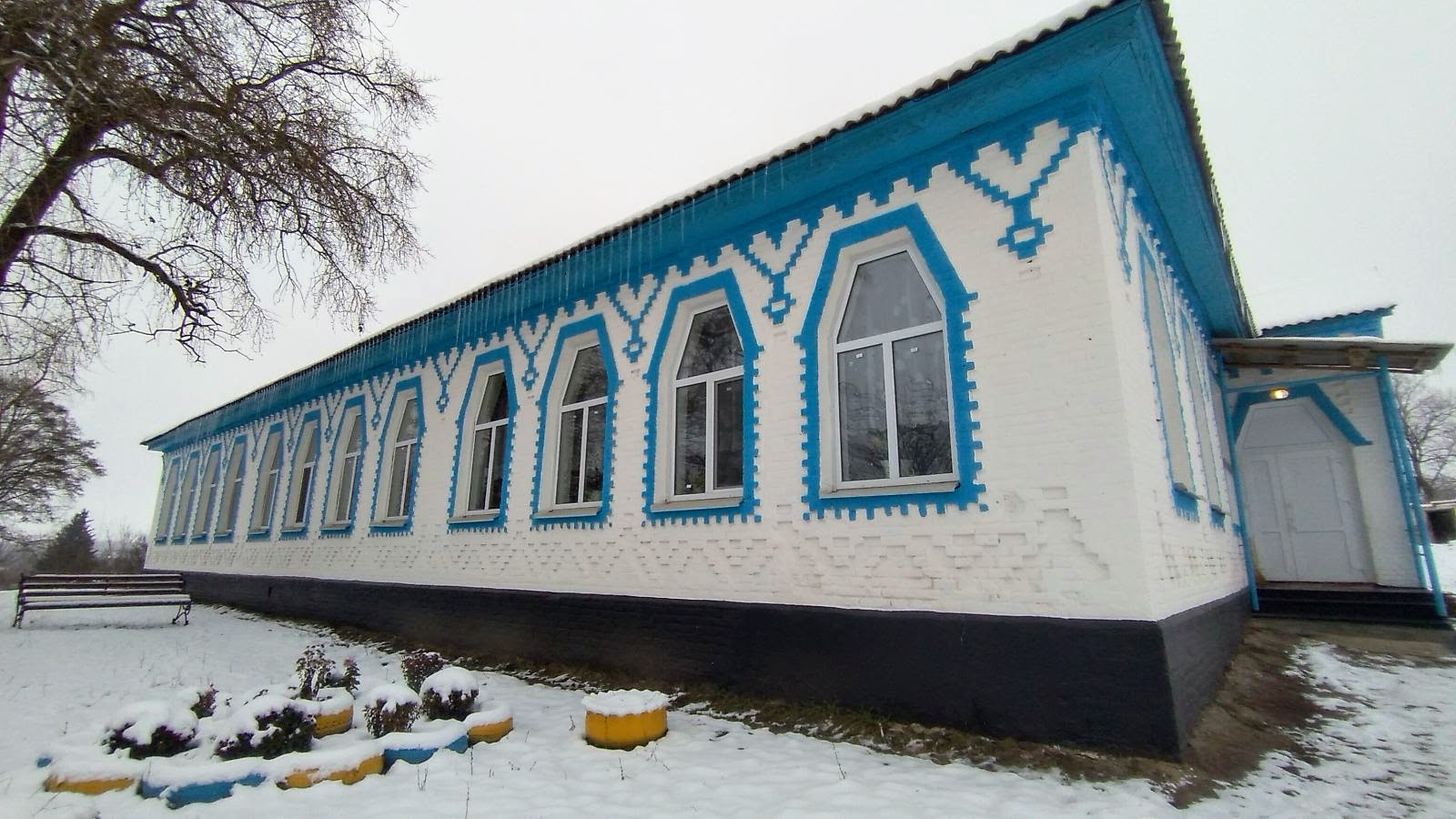
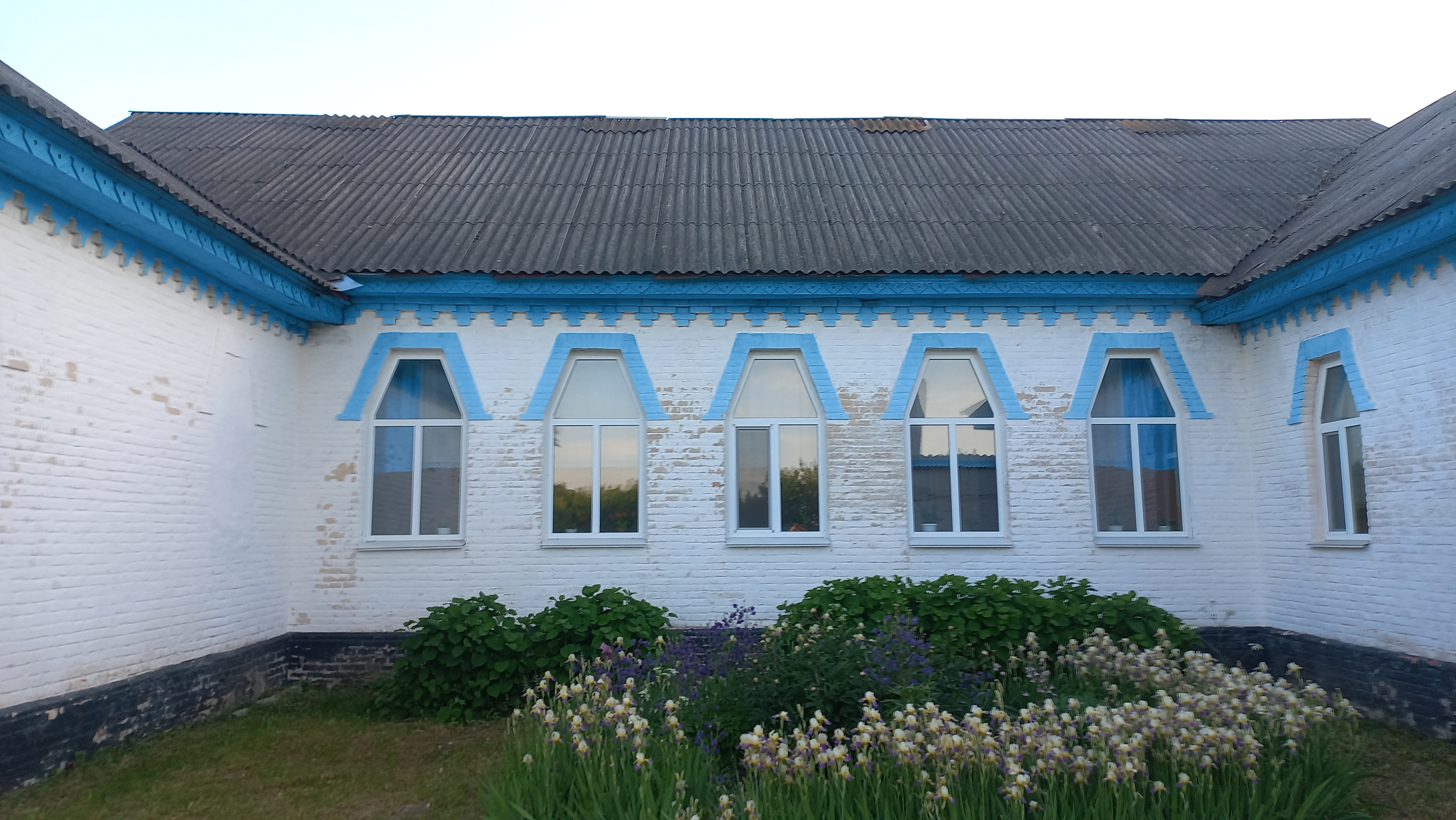
Дворик школи земської Озеряни
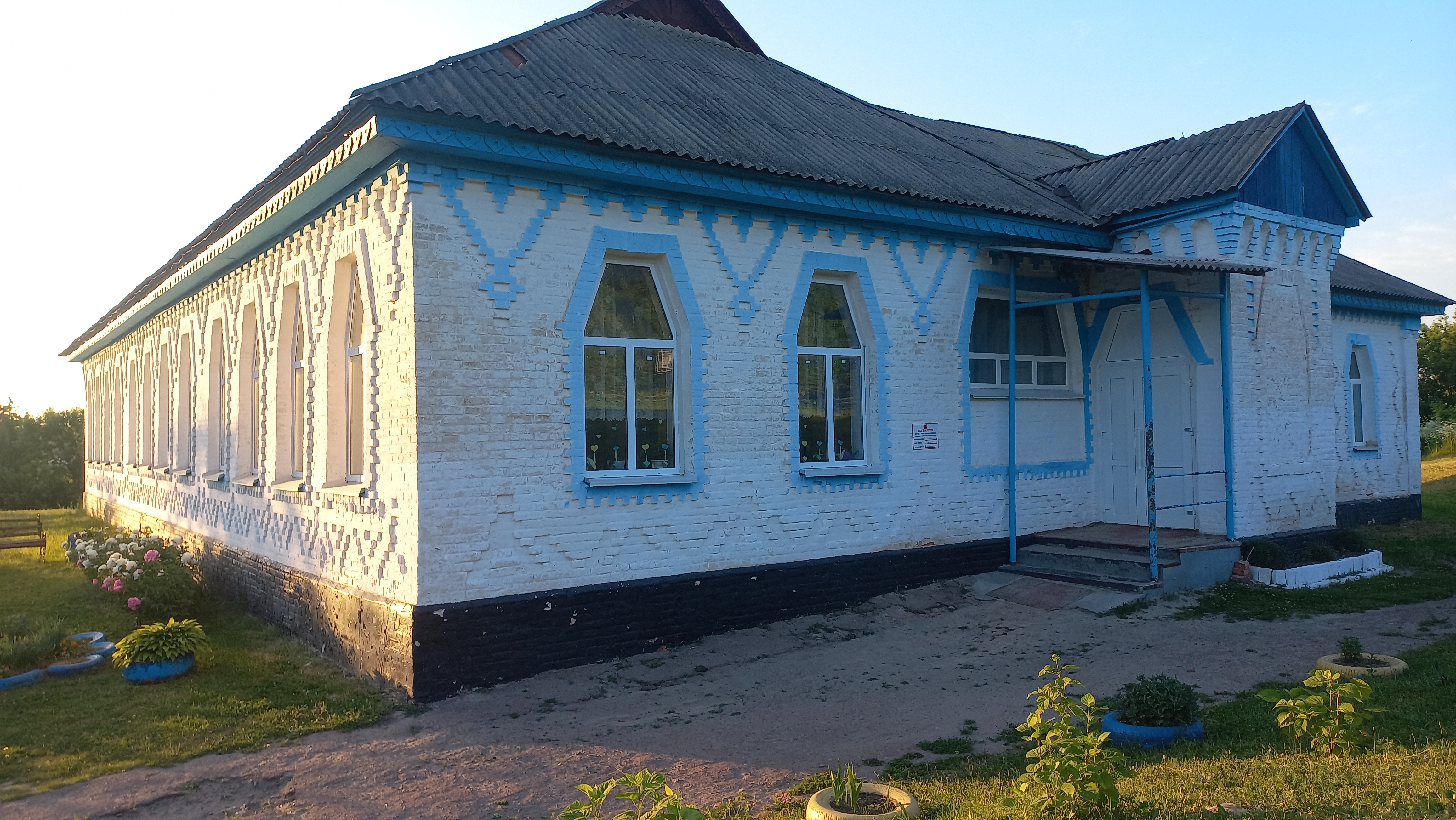
Обкладка школи земської , Озеряни
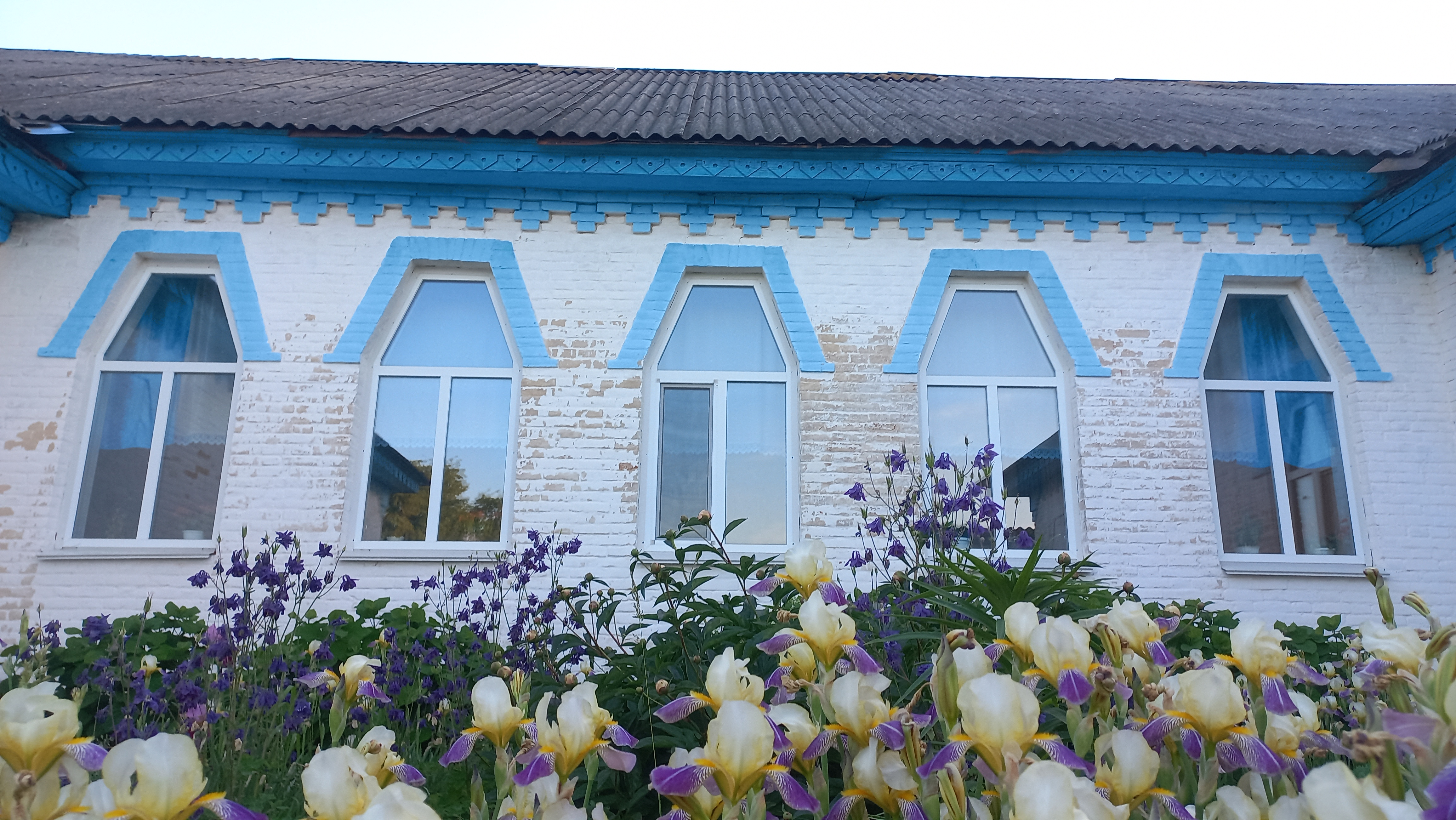
Вікна та обкладка школи земської трикомплектної Озеряни
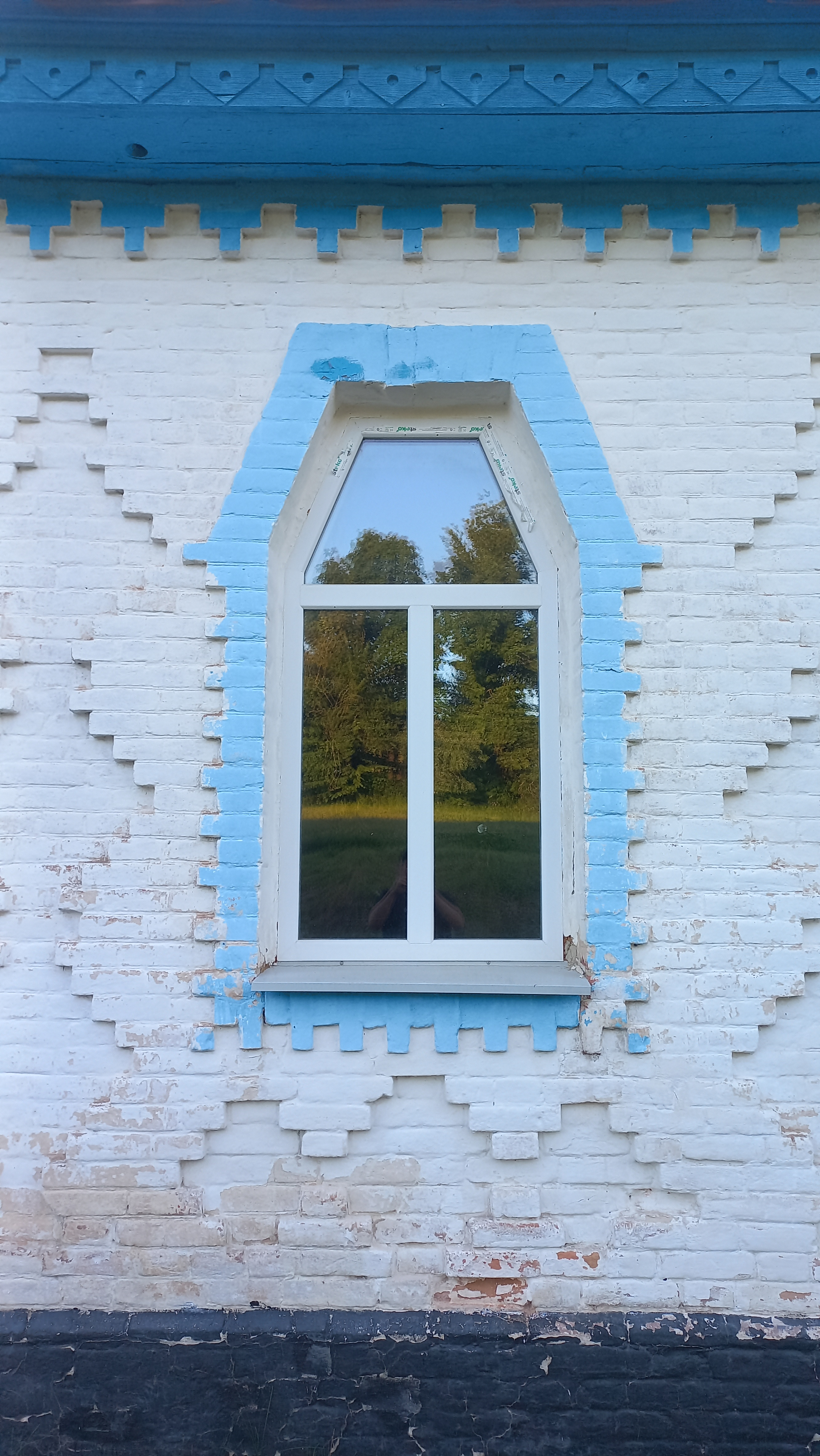
Середнє вікно школи земської трикомплектної, Озеряни
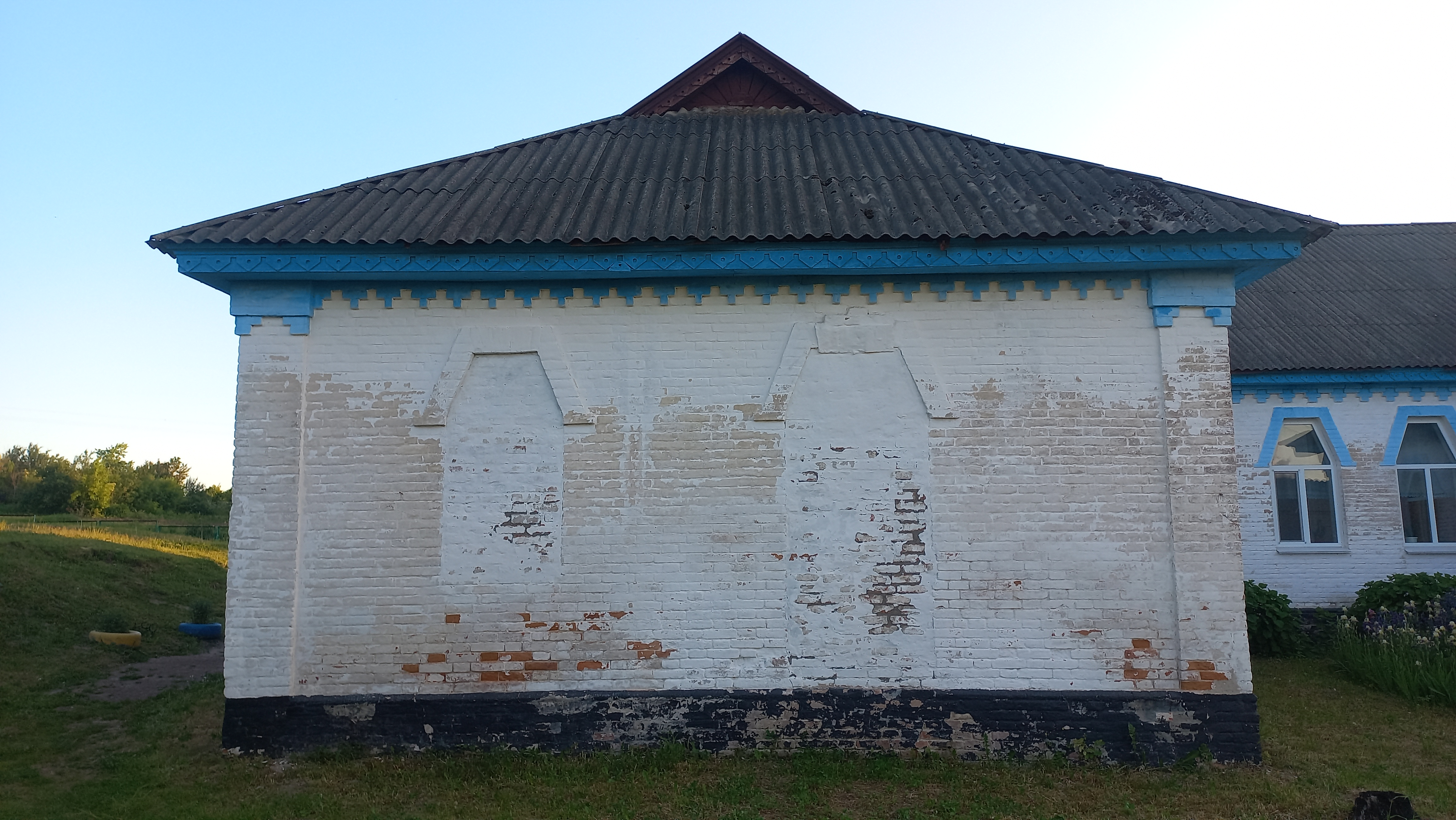
Флігель з замурованими вікнами та дверима школи земської трикомплектної, Озеряни